# Louis Kronenberger

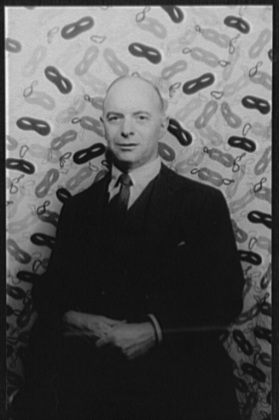
Louis Kronenberger (1955)

Louis Kronenberger (* 9. Dezember 1904 in Cincinnati, Ohio; † 30. April 1980) war ein amerikanischer Theaterkritiker (1938–1961 bei Time), Romanautor und Biograf.

## Jugend
Kronenberger wurde Sohn des Kaufmanns Louis Kronenberger Sr. und der Mabel Newwitter geboren. Im Jahrbuch seiner Matura-Klasse stand neben Kronenbergers Bild: „Genie wäre ein guter Name für Louis.“ Er besuchte von 1921 bis 1924 die University of Cincinnati, erhielt allerdings keinen Studienabschluss.

## Lebenslauf

### Lektor und Theaterkritiker
Im Jahr 1924 zog er nach New York und begann seine Karriere bei der New York Times. Im Jahr 1926 wurde er Redakteur bei Boni & Liveright und 1933 bei Alfred A. Knopf.
1938 wurde er Theaterkritiker bei Time, wo er bis 1961 schrieb. 1940 schilderte William Saroyan in seiner autobiographischen Komödie Love’s Old Sweet Song Kronenberger als ein Mitherausgeber der Time. Ab 1942 arbeitete er unter Whittaker Chambers, der Redakteur der Rubrik „Back of the Book“ wurde (1942–1944). Während dieser Zeit war Time laut Chambers „durchweg fähig und manchmal brillant, dank einer kleinen Gruppe von Männern“, zu denen Kronenberger, T. S. Matthews, James Agee, Robert Fitzgerald, Robert Cantwell, Winthrop Sargeant, John K. Jessup und Calvin Fixx gehörten. "Kronenbergers Lob war fast eine Garantie für den Erfolg an den Kinokassen."
1940 war er auch als Kritiker für die Zeitschrift PM tätig und arbeitete dort bis 1948. Wegen einer kritischen Besprechung im PM wurde er 1943 von allen Theatern der mächtigen Schubert Intendanten ausgeschlossen, setzte seine Theaterbesuche allerdings als bezahlender Theatergänger fort.
Später schrieb er häufig für The Atlantic Monthly.

### Universität
Kronenberger war Gastprofessor an mehreren Universitäten, darunter das City College of New York, Columbia, Harvard und Berkeley. Im Jahr 1951 gründete er eine Abteilung für Theaterwissenschaft an der Brandeis University.
Kronenberger war Mitglied der American Academy of Arts and Sciences.

## Familie
Kronenberger heiratete 1940 Emily L. Plaut; sie hatten zusammen zwei Kinder.

## Nachlass
Louis Kronenbergers Nachlass befindet sich im Besitz der Princeton University.

## Werke
In seinen späteren Jahren schrieb Kronenberger Biografien, darunter eine über John Wilkes und eine weitere über Oscar Wilde.
Monographien
- The Grand Manner (1929)
- Kings and Desperate Men: Life in Eighteenth-Century England (1942)
- Grand Right and Left (1952)
- The Thread of Laughter: Chapters on English Stage Comedy from Jonson to Maugham (1952)
- Company Manners: A Cultural Inquiry into American Life  (1954)
- Republic of Letters: Essays on Various Writers (1955)
- Marlborough's Duchess: A Study in Worldliness (1958)
- Madame De Lafayette: The Story of a Patriot's Wife (1959)
- A Month of Sundays (1961)
- The Viking Book of Aphorisms (co-authored with W.H. Auden, 1962)
- Great World: Portraits and Scenes from Greville's Memoirs, 1814–1860 (1963)
- The Cart and the Horse (1964)
- The Polished Surface: Essays in the Literature of Worldliness (1969)
- The Cutting Edge: A Collection of Witty Insults and Wicked Retorts, of Polished Snubs and Homicidal Repartee (1970)
- No Whippings, No Gold Watches (1970) Memoiren
- A Mania for Magnificence (1972)
- Animal, Vegetable, Mineral (1972)
- The Last Word: Portraits of Fourteen Master Aphorists  (1972)
- Extraordinary Mr. Wilkes: His Life and Times
- Oscar Wilde (1976)

Als Herausgeber
- An Anthology of Light Verse (1935)
- An Eighteenth Century Miscellany (1936)
- Reader's Companion (1945)
- The Pleasure of Their Company: An Anthology of Civilized Writing (1946)
- The Indispensable Johnson and Boswell (1950)
- Alexander Pope: Selected Works (1951)
- Cavalcade of Comedy (1953)
- George Bernard Shaw : A Critical Survey (1953)
- The Portable Johnson and Boswell (1955)
- The Maxims of La Rochefoucauld (1959)
- Novelists on Novelists (1962) editor
- Quality: Its Image in the Arts (1969)
- Brief Lives: a Biographical Companion to the Arts (1971)

Bühnenstücke
- The Heavenly Twins (1955)

Herausgeber von Anthologien
- Best Plays series (1952–1961):
  - The Best Plays of 1952–1953, Burns Mantle Yearbook (1953)
  - The Best Plays of 1953–1954 (1954)
  - The Best Plays of 1954–1955 (1955)
  - The Best Plays of 1955–1956 (1956)
  - The Best Plays of 1956–1957 (1957)
  - The Best Plays of 1957–1958 (1958)
  - The Best Plays of 1958–1959 (1959)
  - The Best Plays of 1959–1960 (1960)
  - The Best Plays of 1960–1961 (1961)
- Four Plays by Bernard Shaw (1953)
- Richard Brinsley Sheridan: Six Plays (1964)